# Brotomys
A Brotomys az emlősök (Mammalia) osztályának a rágcsálók (Rodentia) rendjébe, ezen belül a tüskéspatkányfélék (Echimyidae) családjába tartozó kihalt nem.

## Rendszerezés
A nembe az alábbi 2 faj tartozik:
- Brotomys contractus Miller, 1929 – kihalt, egykor Hispaniola szigetén élt
- Brotomys voratus Miller, 1916 - típusfaj; kihalt, egykor Hispaniola szigetén élt